# Université des mines et technologies
L'université des mines et technologies (en anglais : University of Mines and Technology ou UMAT) est une université publique ghanéenne située à Tarkwa, dans le sud-ouest du pays.